# Каплан, Ори
Ори Каплан (род. 1 октября 1969, Тель-Авив)— американский и израильский саксофонист. Переехал в США в 1991 году. В первую очередь, известен работой с группой Balkan Beat Box.

## Карьера
Первой группой, в которой играл Ори Каплан, была Тель-Авивская группа DXM. Он предпочёл игру в DXM урокам игры на кларнете.
Каплан оставался в Израиле до 1991 года, после чего иммигрировал в США. В 1996 году Каплан создал группу вместе с Томом Аббсом (Tom Abbs) и Джеффом Манном (Geoff Mann), названную Trio Plus. Трио стало квартетом в 1997 году, когда к ним присоединился Стив Свелл.
Каплан присоединился к рок-группе Firewater в 1998 году и гастролировал с ними по США и Европе. Он также создал Ori Kaplan Percussion Ensemble с Сьюзи Ибарра, Джеффом Манном и Эндрю Бимки.
Он присоединился к группе Gogol Bordello и гастролировал с ними в 2001—2004 годах. В 2004 году сформировал группу Balkan Beat Box с Тамиром Мускатом.

## Дискография
- Blue Eyed Black Boy Balkan Beat Box 2010
- Balkan Beat Box Nu Med — Crammed Disc, Jdub Records
- Balkan Beat Box Balkan Beat Box — Essay Recordings, Jdub Records
- JUF (Gogol Bordello VS. Tamir Muskat) — Stinky Records
- Man on the Burning Tightrope — Firewater Jetset Records
- Multi Kontra Culti — Gogol Bordello Rubric Records
- Le Magus — Ori Kaplan Shaat’nez Band — KFW 307
- William Parker’s Little Huey — Mayor Of Punkville — AUM Fidelity
- Realms — Ori Kaplan Trio Plus — CIMP
- Cries of Disillusion — Kaplan with Assif Tsahar, Daniel Sarid, Bob Meyer, Oded
- Goldshmidt — Third Ear Records
- Delirium — Ori Kaplan 4tet (Trio Plus Steve Swell)- CIMP
- Gongol — Ori Kaplan Percussion Ensemble with Susie Ibarra — KFW 284